# Melisa atavistis
Melisa atavistis är en fjärilsart som beskrevs av George Francis Hampson 1911. Melisa atavistis ingår i släktet Melisa och familjen björnspinnare. Inga underarter finns listade i Catalogue of Life.